# Вольф, Николай Иванович
Николай Иванович Вольф (1811—1881) — русский генерал-лейтенант, участник Кавказской войны.

## Биография
Родился в 1811 году.
Начал службу подпрапорщиком в лейб-гвардии Измайловском полку.
В 1829 году был произведён в прапорщики, в 1831 году участвовал в военных действиях против польских мятежников и отличился при штурме Варшавы.
По окончании в 1837 году с малой серебряной медалью Императорской военной академии — отправился на Кавказ, где принял участие в ряде экспедиций; особое отличие Вольф выказал в 1839 году при знаменитом штурме укреплённого аула Ахульго.
Произведённый за боевые отличия в подполковники, Н. И. Вольф в 1841 году был назначен преподавателем при Военной академии, в 1842 году был произведён в полковники, а в 1843 году стал адъюнкт-профессором и членом Комитета при главном управлении путей сообщения и публичных зданий.
В 1844 годубыл послан с особым поручением от императора Николая I на Кавказ и оставлен там в распоряжении генерала Нейдгардта, в том же году принял участие в экспедиции в Чечню и 6 декабря того же года «за отличие» назначен флигель-адъютантом к Его Императорскому Величеству. В 1845 году принял участие в Даргинской экспедиции и за боевые отличия был произведён 7 августа 1847 года в генерал-майоры Свиты. В 1846 году был назначен обер-квартирмейстером штаба Отдельного Кавказского корпуса; 1 февраля 1852 года за выслугу 25 лет получил орден Св. Георгия 4-й степени (№ 8840 по списку Григоровича — Степанова).
По состоянию здоровья 28 октября 1854 года вышел в отставку, но в 1856 году вновь определился на службу с назначением в Военный совет и производством в генерал-лейтенанты.
В 1858 году Вольфу было поручено составить проект эмеритальной кассы военно-сухопутного ведомства, который и лёг в основу её учреждения. Другой крупной заслугой Вольфа является реформа военно-медицинской и госпитальной части, которую он выполнил в течение 7 лет.
В 1866 году вследствие тяжкой болезни был отправлен в бессрочный отпуск за границу.
Умер в возрасте 70 лет в Женеве 12 (24) февраля 1881 года.
Генерал М. Я. Ольшевский в записках писал про Вольфа в период его кавказского обер-квартирмейстерства: «… в этом отношении Вольф действовал не вполне практично. По самолюбию своему желая доказать, что можно управлять такой сложной машиной, как Кавказский главный штаб, без способных помощников, он, несмотря на свои способности и полное знание края, достиг этого только в половину. В текущей переписке не было застоя, тем более, что Вольф сам мастерски владел пером. Но нельзя сказать, чтобы все сложные дела зрело обдумывались и направлялись по истинному пути. Притом Вольф был не начальником штаба, а истым бюрократам и кабинетным деятелем. Он избегал всех приёмов, никуда не выезжал и нигде не показывался». Доктор Э. С. Андреевский, бывший вместе с Вольфом в Даргинском походе 1845 года, вспоминал: «Флигель-адъютант Вольф был по обыкновению невидимкой. Он показывался редко, и физиономия его всегда и везде выражала какой-то особенный отпечаток зловещия. Он всё видел в чёрных красках».